# Montaigut-le-Blanc (Puy-de-Dôme)
Montaigut-le-Blanc – miejscowość i gmina we Francji, w regionie Owernia-Rodan-Alpy, w departamencie Puy-de-Dôme.
Według danych na rok 1990 gminę zamieszkiwało 568 osób, a gęstość zaludnienia wynosiła 26 osób/km² (wśród 1310 gmin Owernii Montaigut-le-Blanc plasuje się na 370. miejscu pod względem liczby ludności, natomiast pod względem powierzchni na miejscu 394.).